# High Definition Video
High Definition Video (kurz HD Video oder HDV, englisch für hochauflösendes Video) ist der Oberbegriff für hochauflösende digitale Videoformate. HD ist eine der in der heutigen Videotechnik häufigsten Auflösungen und hat seit seiner Einführung fast gänzlich den Mitte der 1990er Jahre etablierten Digital-Video-Standard abgelöst. Bei einem HD Video werden in die Breite 1280 Pixel angezeigt und in die Höhe 720 Pixel. Andere häufig verwendete Auflösungen sind z. B. Full HD (1920p×1080p), 4K (4096p×2160) und WQHD (2560p×1440p) oder 2K (2048p). 

## Geschichte

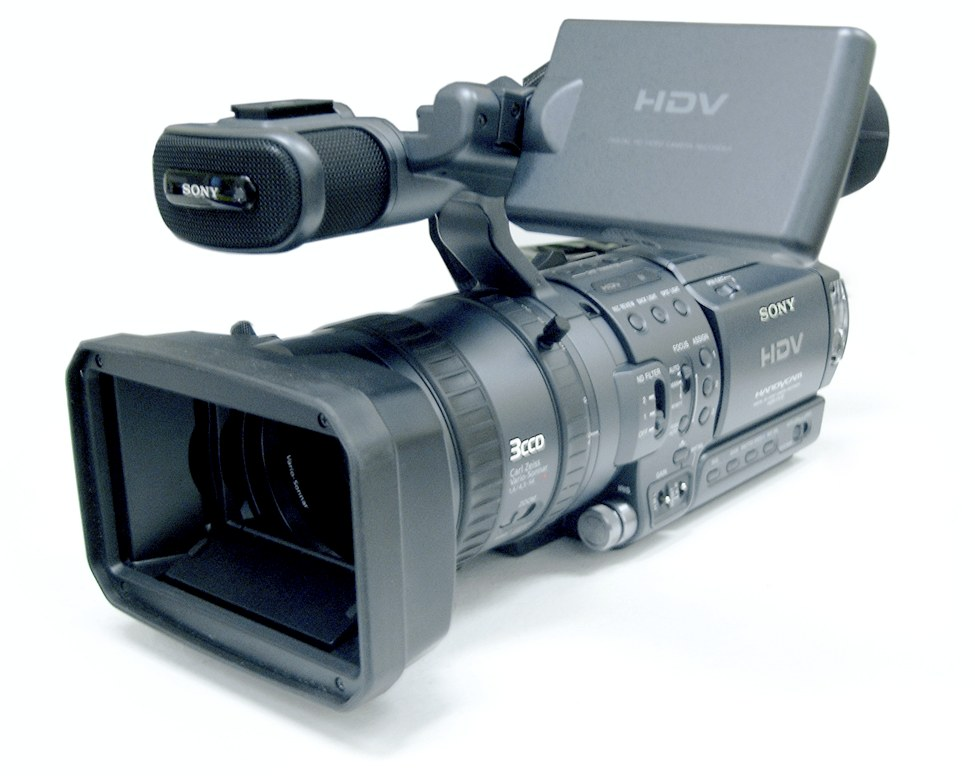
HDR-Camcorder von 2005

Ab Anfang des 21. Jahrhunderts wurden Camcorder angeboten, die eine höhere Auflösung boten, als der PAL-Standard erforderte (vgl. dazu Videokamera). Grundlage war die Fähigkeit der Kameras, auch höher aufgelöste Digitalfotos machen zu können. Entsprechend qualitativ höherwertige Objektive und leistungsfähigere Verarbeitungsprozessoren zur Bewältigung der angestiegenen Datenraten waren durch diese Fotofunktion ebenfalls notwendig geworden. Hochauflösende Videos konnten damit auf den üblichen DV-Kassetten mit den bestehenden Laufwerken gespeichert werden. Zum Einsatz kam dabei im Wesentlichen die MPEG-2-Kompression anstelle des bisherigen DV-Formates.

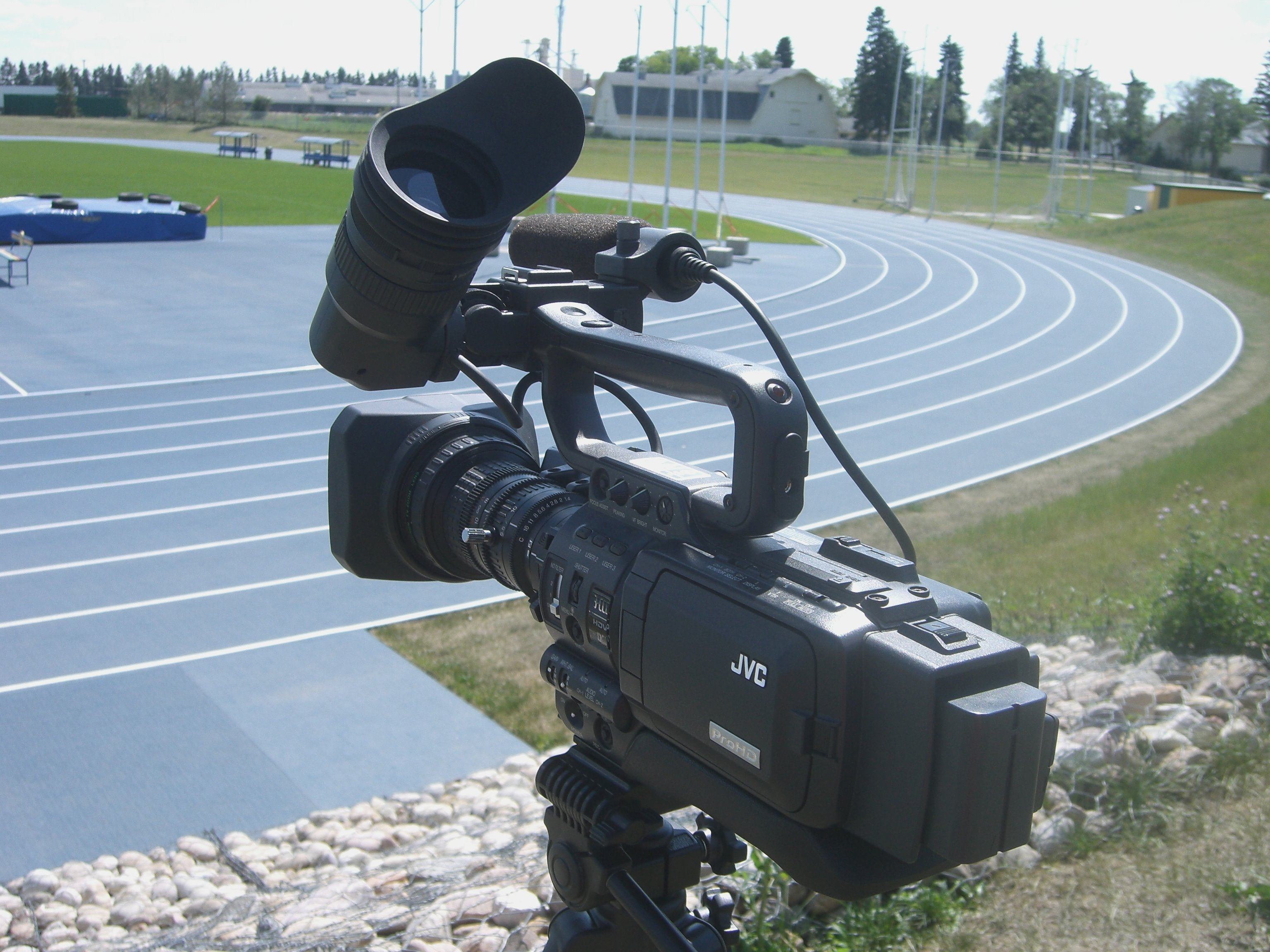
Videokamera von 2006

Alle damals erhältlichen HDV-Camcorder beherrschten zusätzlich noch das „herkömmliche“ Standard-Definition-Digital-Video-Format (SD-DV), auch abwärtskompatibel in 16:9. Die Neuentwicklung professioneller reiner SD-DV-Kameras wurde 2006 hingegen weitgehend eingestellt.
Mit dem technischen Fortschritt seit 2007 verbreitete sich HDV1 trotz gewisser Einschränkungen hinsichtlich Auflösung, Farbraum und Schnittfähigkeit weiter. Mittlerweile hat die European Broadcasting Union 720/50p zu ihrem Ausstrahlungsformat für HDTV erklärt, was die Nutzung von 50p-fähigen Kameras und -Schnittsystemen weiter fördert.
HDV entspricht mit maximal 1440 × 1080 nicht der „Full HD“-Auflösung. Dieses leisten neuentwickelte Aufnahmeformate, wie AVCHD, das auf dem H.264-Codec basiert. Hinzu kommen schnellere Aufzeichnungsmedien wie Festplattenlaufwerke (HDD) oder Speicherkarten, sodass auch 1920 × 1080 Bildpunkte nativ aufgezeichnet werden können.

## Formate

### AVCHD

AVCHD-Logo

Im Amateurlager erwächst durch das AVCHD-Format eine nicht-band-basierte Konkurrenz: durch die maximal 24 MBit/s hohe Datenrate wäre theoretisch die Aufzeichnung auf DV-Band und damit die einfache Archivierung möglich, jedoch ist dieses nicht vorgesehen. Diese „Full-HD“-Camcorder (1920 × 1080 Bildpunkte) sind ausschließlich mit Festplattenlaufwerken oder Speicherkarten ausgerüstet. Zwischenzeitlich stehen auch im Amateur-Bereich entsprechende Grafikkarten zur Verfügung, sodass eine Verarbeitung in Echtzeit möglich ist. Zunehmend stellen sich Schnittsysteme auf diese neue Konstellation ein und gehen von der bisher praktizierten Methode der softwaregestützten Videobearbeitung bei solchen komplexen Verfahren ab.

### HDV

HDV-Logo

„HDV“ ist ein Videoformat für gehobene Amateur- und Unternehmens-Ansprüche, das jedoch aus Kostenerwägungen kurzzeitig Einzug in das professionelle Broadcast-Segment hielt, genau wie es seinerzeit bei DV der Fall war. Die technische Qualität ist jedoch professionellen HD-Broadcast-Formaten wie DVCPRO-HD oder HDCAM unterlegen, deren Datenraten vier- bzw. sechzehnmal so hoch sind und mit höherer Farbabtastung arbeiten. Eine solche Weiterentwicklung ist XDCAM HD von Sony, das in drei verschiedenen Datenraten von 18, 25, 35 MBit/s, sowie 50 MBit/s (XDCAM HD 422) arbeitet und ebenfalls auf einem MPEG-2-Codec basiert.

### 4K2K
4K2K ist ein digitales High-Definition-Video-Format, das etwa der vierfachen HDTV-Auflösung entspricht.

### UHDTV
Ultra High Definition Television ist ein digitales High-Definition-Video-Format, das etwa der sechzehnfachen HDTV-Auflösung entspricht.